# Камара Исар
Камара Исар — средневековый замок XIII—XV века в юго-западной части Крыма. Располагается в 1 км к югу от села Оборонное в Балаклавском районе, на вершине скалистой возвышенности, называемой Аю-Кая или Хаос. Крепость также известна под названиями Камарский исар и Камарское укрепление.
Площадь размером 63×20 м с трёх сторон (с запада, юга и востока) огорожена крепостными стенами толщиной 1,2—1,5 м, которые были сложены из слегка подтёсанного местного мраморовидного известняка на известковом растворе. Стена практически везде была разобрана до основания, но кое-где сохранилась на высоту до 2,5 м. Замок имел две квадратные в плане башни. На юго-западном фланге обороны находится квадратная башня-донжон размером 7,5×7,5 м, на восточном — фланкирующий выступ. На территории замка видны следы построек. Около одной из башен намечается круглая горловина колодца или цистерны. На территории укрепления многочисленные фрагменты черепиц и сосудов XIII—XV века.
Въезд в крепость, вероятно, находился в восточной стене. На самой верхней точке видны руины небольшой гарнизонной церкви, размером 3×6 м, стены которой сложены из бута на известковом растворе. Археологические исследования этого храма проведены в 2011 году.
В 1278 г. замок был разрушен монголами. В XV в. под его контролем, вероятно, находились три селения, входившие в состав Мангупского кадылыка: Чембало (Балаклава), Кадыкой и Камары. После захвата генуэзцами Чембало к ним отошло и селение Кадыкой. Границами этой вотчины, видимо, служили: на западе — Караньские высоты, с севера — южные склоны Федюкиных высот в долине реки Чёрной, а с юго-востока и востока — Сухая речка, впадающая в реку Чёрная у села Черноречье.